# Ковач, Лайош (легкоатлет)
Лайош Ковач (венг. Kovács Lajos; 22 февраля 1936, Секешфехервар, Фейер — 8 ноября 1997, Париж) — венгерский легкоатлет, выступавший в беге на средние дистанции и кроссе. Участник летних Олимпийских игр 1960 года.

## Биография
Лайош Ковач родился 22 февраля 1936 года в венгерском городе Секешфехервар.
Выступал в легкоатлетических соревнованиях за «Уйпешт» из Будапешта. Дважды становился чемпионом Венгрии в кроссе на короткой дистанции (1960—1961).
В 1958 году участвовал в чемпионате Европы в Стокгольме. В беге на 800 метров выбыл в полуфинале с результатом 1 минута 49,2 секунды, в беге на 1500 метров занял 11-е место (3.51,6).
В 1960 году вошёл в состав сборной Венгрии на летних Олимпийских играх в Риме. В беге на 800 метров в забеге 1/8 финала занял 3-е место, показав результат 1.51,45, в четвертьфинале занял 6-е место (1.53,55), уступив 1,02 секунды попавшему в полуфинал 3-го места Джерри Зиберту из США. В беге на 1500 метров занял в полуфинале 5-е место с результатом 3.46,29, уступив 1,13 секунды попавшему в финал с 3-го места Золтану Вамошу из Румынии.
Умер 6 ноября 1997 года во французском городе Париж.

## Личные рекорды
- Бег на 800 метров — 1.47,7 (1958)[2]
- Бег на 1500 метров — 3.41,1 (1958)[2]